# 哥伦比亚比索
哥伦比亚比索是哥倫比亞正在流通使用的貨幣。ISO 4217号码为COP，简写为COL$。

## 流通中的貨幣
常見硬幣面值有 50，100，200，500及1000 披索。

### 紙幣
新版紙幣有 2000，5000，10000，20000，50,000及100,000 披索。